# كلايد لامب
كلايد لامب (بالإنجليزية: Clyde Lamb)‏ هو رسام أمريكي، ولد في 11 مارس 1913، وتوفي في 8 يوليو 1966.